# Nathalie Marquay

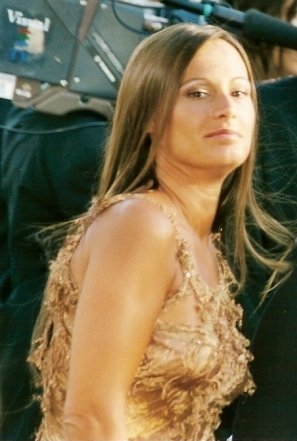
Nathalie Marquay (2002)

Nathalie Marquay (Komen, 17 maart 1967) is een Frans model, presentatrice en actrice. Ze was Miss Frankrijk in 1987.
Nathalie Marquay werd prematuur thuis geboren. In haar kindertijd verhuisde ze naar de Elzas. In 1986 werd ze er Miss Alsace; het jaar erop won ze de titel Miss Frankrijk. Ze was daarmee de eerste Miss Frankrijk die rechtstreeks op de Franse televisie werd verkozen. Daarna haalde ze ook op Miss World een ereplaats. Haar eerste rolletjes als actrice waren gastrollen in sitcoms zoals Salut les Musclés, La Croisière foll'amour en Hélène et les Garçons.
In 1997 werd bij haar leukemie ontdekt. Na meerdere chemokuren, wilden de artsen een beenmergtransplantatie uitvoeren. Toen ze vernam dat een behandeling een definitieve onvruchtbaarheid zou inhouden, weigerde ze die. Naar eigen zeggen streed ze immers tegen de ziekte om nog ooit kinderen te kunnen krijgen. Na een jaar overwon ze uiteindelijk haar ziekte.
Sinds 2001 speelde ze in de televisieserie Sous le Soleil op TF1. In 2005 was ze finaliste van het televisieprogramma La Ferme Célébrités 2. In 2006 presenteerde ze vijf uitzendingen van de reeks 101 stars et leurs incroyables changements de silhouette voor E! Entertainment. Daarna presenteerde ze ook voor de zender Demain TV, en had ze een schoonheidsrubriek op IDF1. In februari 2010 debuteerde ze in het theater met Alil Vardar in het stuk Un couple parfait… enfin presque !.
Ook voor de strijd tegen leukemie zette ze zich in. In 2003 werd ze meter van Ti'toine, een organisatie die tegen kanker strijdt. De jaren erna schreef ze een aantal boeken over de ziekte. Ma bonne étoile verscheen in 2004, Le cancer en face in 2005 en Mes Secrets in 2006.
Als jurylid bij de verkiezingen van Miss Frankrijk 2002 leerde ze televisiepresentator Jean-Pierre Pernaut kennen, met wie ze in 2007 trouwde en twee kinderen kreeg. Met haar echtgenoot nam ze meermaals deel aan de Trophée Andros, een Frans autoracekampioenschap op ijs en sneeuw.